# Торопечки рејон
Торопечки рејон (рус. Торопецкий район) административно-територијална је јединица другог нивоа и општински рејон у северозападном делу Тверске области, на северозападу европског дела Руске Федерације.
Административни центар рејона је град Торопец. Према проценама националне статистичке службе Русије за 2014. на територији рејона је живело 19.155 становника или у просеку око 5,68 ст/км².

## Географија
Торопечки рејон налази се на крајњем северозападном делу Тверске области и обухвата територију површине 3.373 км² (и на трећем је месту по површини међу рејонима Тверске области). Граничи се на северу са Новгородском облашћу, док је на западу Псковска област. На истоку се граничи са Андреапољским, а на југу са Западнодвинским рејоном.
На територији рејона издвајају се два дела, на истоку су благо заталасана и јако ујезерена подручја Валдајског побрђа, док се на северозападу налази Плоскошка низија, најнижи део не само Торопечког рејона већ и целе Тверске области. Најнижа тачка је на десној обали реке Куње, са надморском висином од 61 метра. Цела територија рејона припада сливу Балтичког мора према којем се одводњава преко река Западна Двина, Торопа, Куња и Серјожа.
Од бројних језера на истоку рејона својим димензијама се издвајају Кудинско (7,8 км²), Соломено (8 км²), Наговје (7,9 км²), Јаско (5,4 км²) и Заликовско (4,87 км²).

## Историја
Торопечки рејон успостављен је 1927. године као административна јединица тадашње Лењинградске области. Две године касније прелази под управу Псковске области, а од 1935. и оснивања Калињинске области налази се у њеним границама (изузев периода 1944–1957. када је био делом Великолушке области).
У садашњим границама је од 1960. године када је у састав рејона укључен и некадашњи Плоскошки рејон.

## Демографија и административна подела
Према подацима пописа становништва из 2010. на територији рејона је живело укупно 20.526 становника, док је према процени из 2014. ту живело 19.155 становника, или у просеку 5,68 ст/км². Око 65% популације је живело у административном центру рејона.
| 1959.  | 1970.  | 1979.  | 1989.  | 2002.  | 2010.  | 2014.   |
| ------ | ------ | ------ | ------ | ------ | ------ | ------- |
| 35.891 | 40.801 | 34.396 | 31.228 | 25.235 | 20.526 | 19.155* |

Напомена: * Према процени националне статистичке службе.
На подручју рејона постоји укупно 305 насељених места подељених на укупно 9 општина (8 сеоских и 1 градска). Једино урбано насеље је град Торопец који је уједно и административни центар рејона.